# Quercus coffeicolor
Quercus coffeicolor là một loài thực vật có hoa trong họ Cử. Loài này được Trel. miêu tả khoa học đầu tiên năm 1924.